# دوري المقاطعات الشمالي الغربي 2004–05
دوري المقاطعات الشمالي الغربي 2004–05 هو موسم من دوري المقاطعات الشمالي الغربي. فاز فيه فليتوود تاون.